# Sexo tântrico

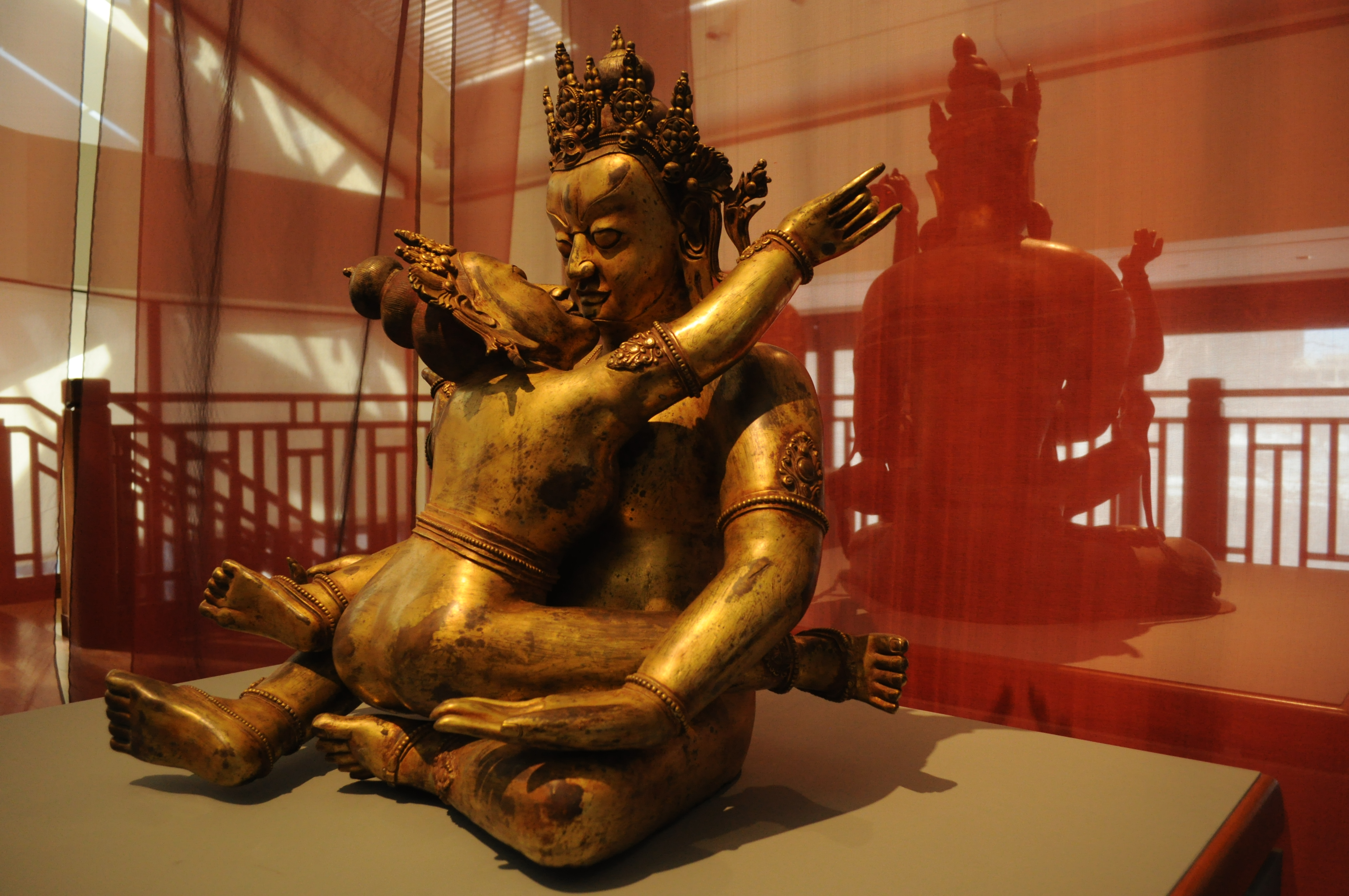
ambhala (Lord of Wealth), Cultura Sino-Tibetana, Sec. XVIII e XIX, liga de cobre. Número 2011.65. Parte da exposição sobre Sexo Tântrico da exposição Honored Father-Honored Mother, coleção de Trammell & Margaret Crow, Dalas, Texas, EUA.

## Os princípios tântricos
Dentro do conhecimento Hinduísta, há abrangência para a sexualidade e espiritualidade como forma de crescimento e desfrutamento próprio e com todo universo, e atingir o prazer de uma vida mais rica e equilibrada. tantrico
O Tantra é uma palavra de origem sânscrita que quer dizer trama ou tecido, e que na língua ocidental recebeu significado de doutrina ao sentido que se entrelaça uma serie de ensinamentos e práticas sexuais e espirituais.

### A Energia no Tantra
O tantra considera que todos os seres vivos são formados de energia dentro de seus diversos níveis como vegetal, mineral e animal. Também considera que antigamente o ser humano era um todo completo, pois teria sido criado sexualmente andrógeno e assim que foi dividido em dois seres, só conseguiria alcançar seu ápice do seu ser encontrando seu sexo oposto que o correspondesse. Como o ser humano está diretamente ligado a rede energética do universo, a prática sexual realiza a liberação e a troca de energia necessária para alcançar o equilíbrio dito pelo Tantra.
Com a troca de energia durante o contato sexual (que para o Tantra, não é alcançar o orgasmo e sim o prazer supremo e prolongado) o homem tem uma grande descarga de energia quando alcança um orgasmo e a mulher ao ter vários orgasmos nutre e recarrega a energia de seu parceiro.

## Sexo Tântrico
O sexo Tântrico cria uma nova perspectiva, uma inspiração erótica de grande riqueza, uma capacidade de reflexão profunda e sensibilidade vital extrema que pode até gerar um tempo e espaço diferentes durante o contato sexual. Isto que promove as relações tântricas sua imagem mágica e alteração temporal.
A prática tântrica pode ser realizada por qualquer pessoa que se proponha a tentar alcançar o prazer supremo e prolongado. Não é de interesse do sexo tântrico, o número de orgasmos ou de ejaculações que se alcance e sim a experiência que é uma comunhão física e espiritual com o parceiro para lucidar-se com o quão intenso pode ser o prazer.
Para isto, é necessário um alto nível de concentração que propicia o desapego de toda censura imposta por si mesmo e também aumenta a sensibilidade do erotismo.